# Несторіанський хрест

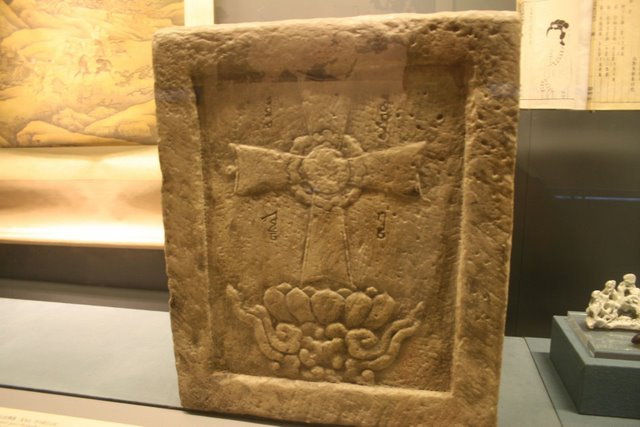
Кам'яний різьблений несторіанський хрест династії Юань з району Фаншань, Пекін (тоді називався Ханбалик)

Несторіанський хрест асоціюється з Церквою Сходу. Він складається з хреста, схожого на мальтійський хрест, з трьома крапками, що вистилають ліву поперечну смужку, три крапки, що вистилають праву, дві крапки, що вистилають верхню смугу, і одну крапку на нижній смузі. Ці дев'ять крапок представляють дев'ять порядків служіння всередині церкви. Між двома крапками на верхній смузі - корона з трьома зубцями, що представляють Трійцю.
У східнохристиянському мистецтві, знайденому на могилах у Китаї, ці хрести іноді спрощуються та зображуються як спочивають на квітці лотоса або на стилізованій хмарі. 

## Галерея

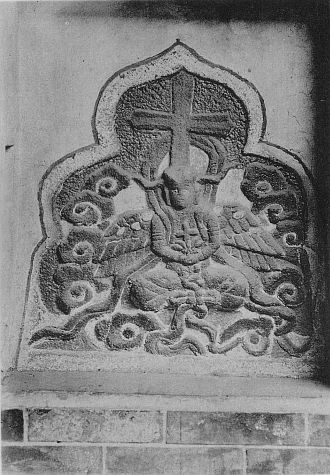
Несторіанська надгробна плита
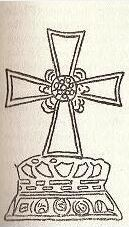
Несторіанський хрест з Китаю
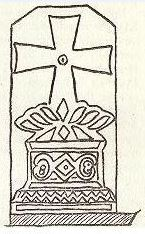
Несторіанський хрест з Китаю
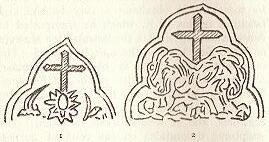
Несторіанські хрести з Китаю
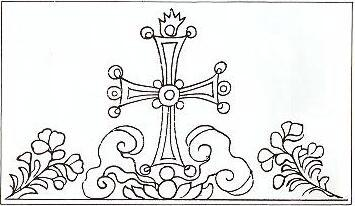
Хрест із несторіанської стелі
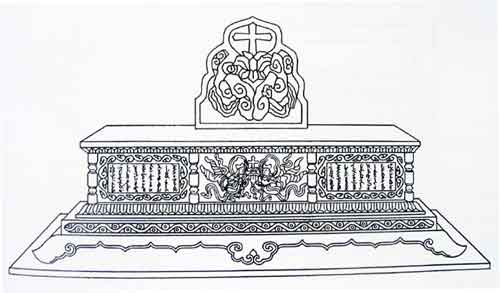
На могилі  несторіанського вівтаря зображений кам'яний могильний знак із символом хреста на його плоскій вершині
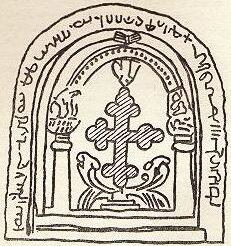
Християнський хрест святого Томи з Індії
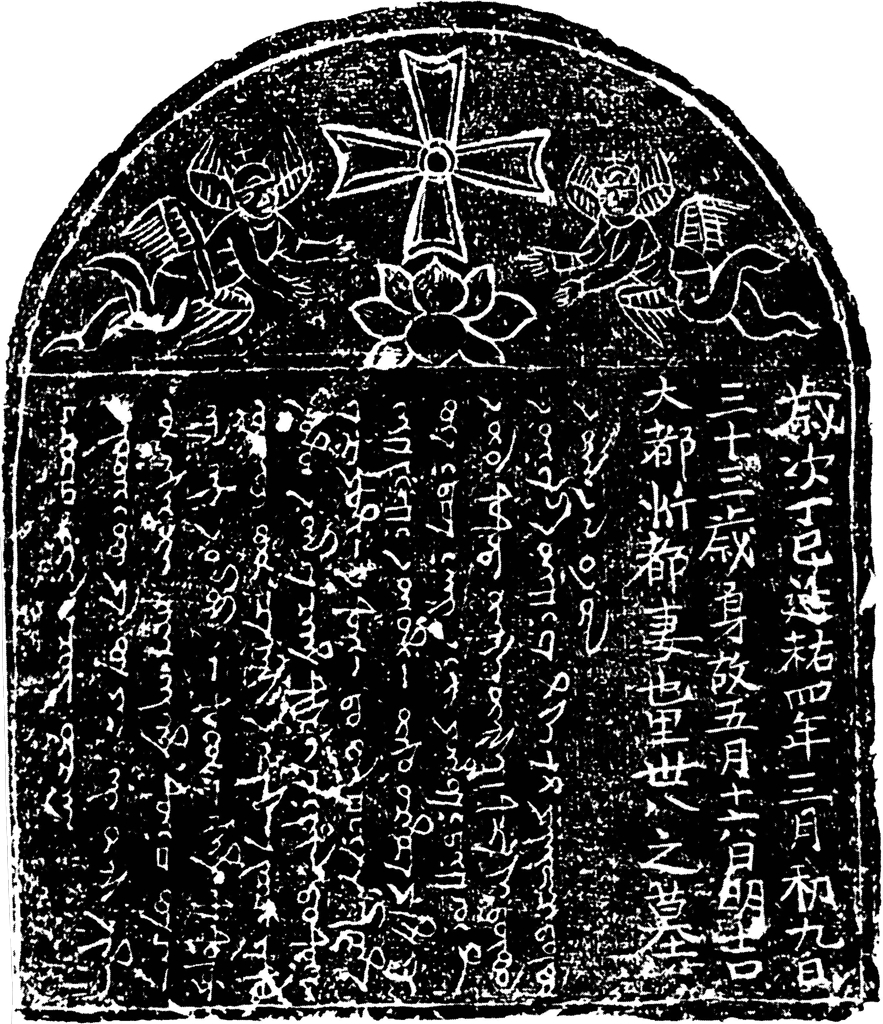
Несторіанська надгробна плита із символом хреста на лотосі
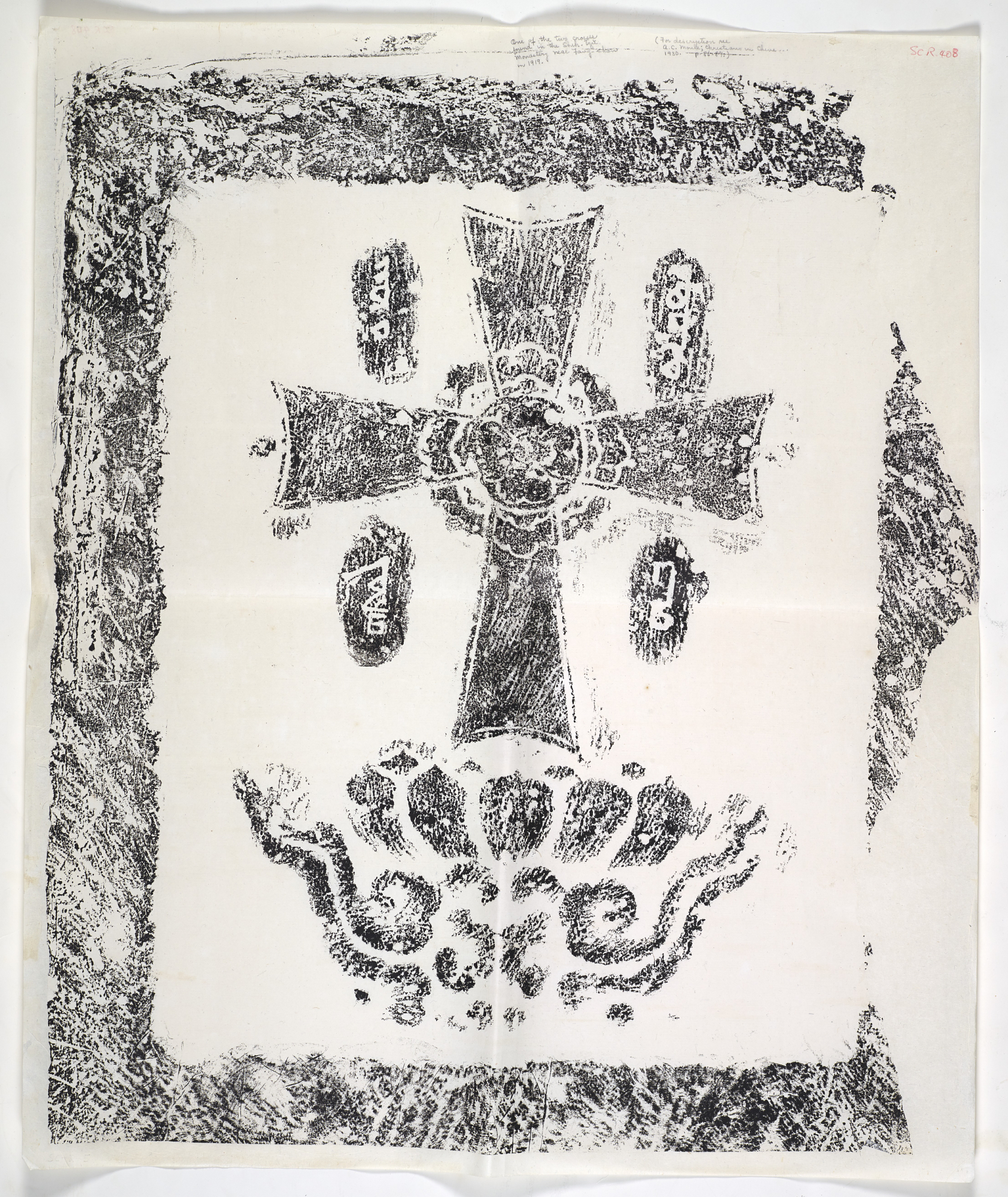
Залишки несторіанського хреста
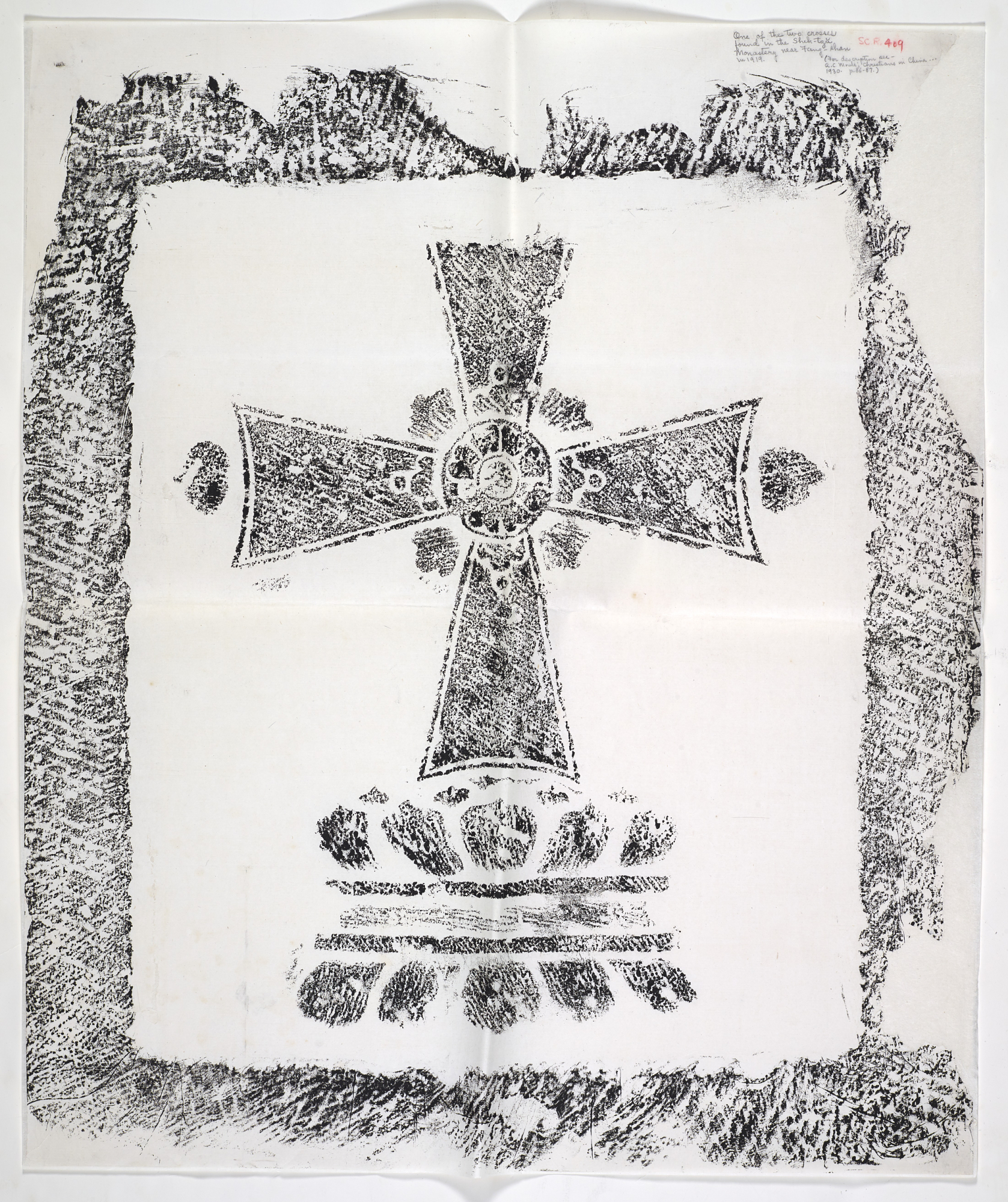
Залишки несторіанського хреста у Хресному храмі
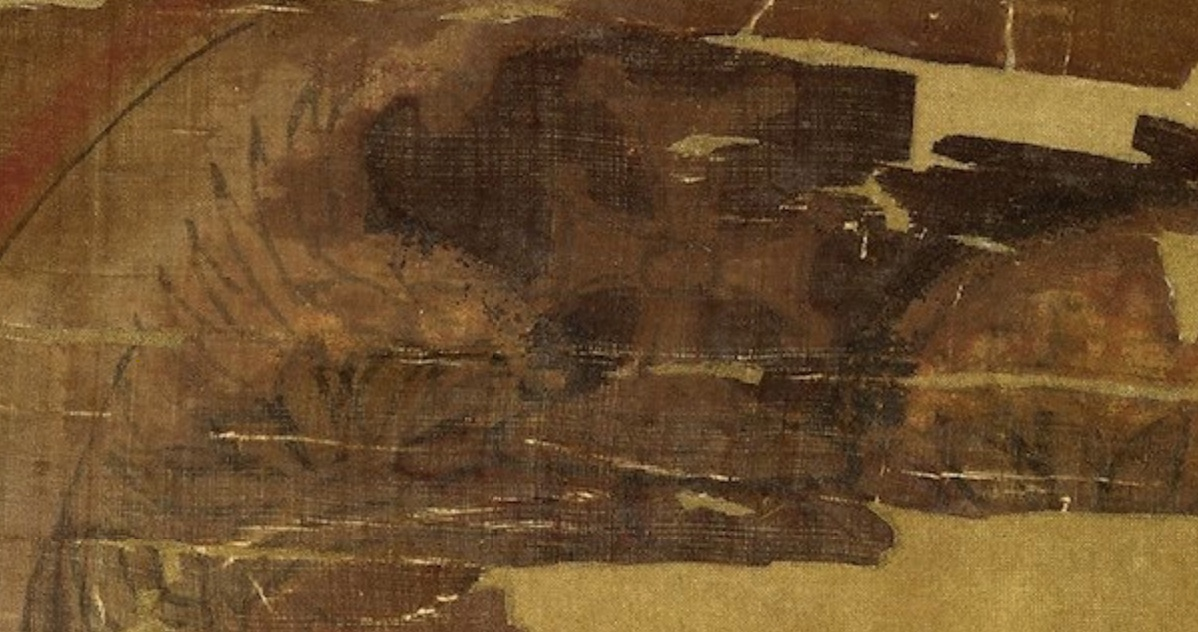
Хрест на головному уборі християнської фігури, деталь rартини несторіанської християнської фігури, ІХ ст.
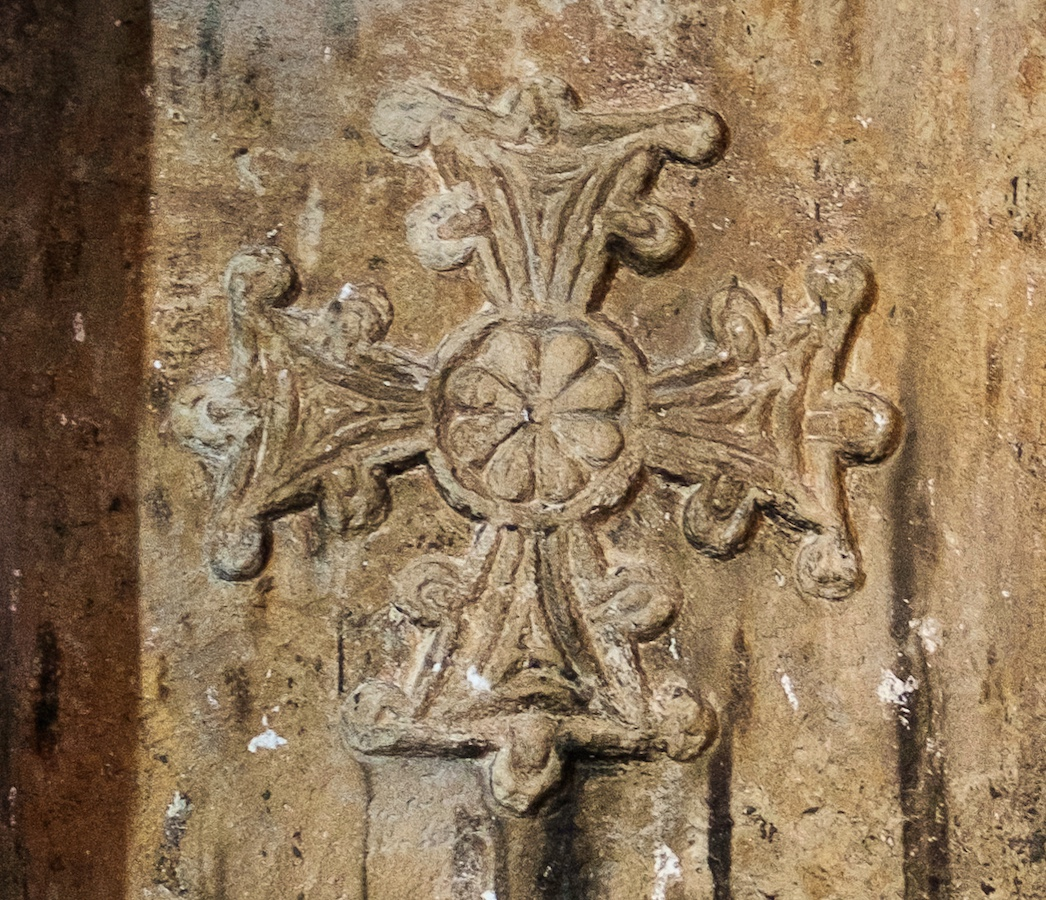
Рельєф хреста e монастирі Раббана Хормізда

## Зовнішні посилання
- Марк У. Браун Несторіанська хрестова колекція (Університет Дрю): оглядові зображення
- Зображення: золочена мідна несторіанська бляшка, що датується династією Тан